# Fanhões
Fanhões ist eine Gemeinde (Freguesia) im portugiesischen Kreis Loures. In ihr leben 2639 Einwohner (Stand 19. April 2021).